# Rosenguldstekel
Rosenguldstekel (Hedychridium roseum) är en stekelart som först beskrevs av Rossi 1790.  Arten ingår i släktet sandguldsteklar (Hedychridium), och familjen guldsteklar. Arten är reproducerande i Sverige.